# Manuel de Nóbrega
Pour les articles homonymes, voir Nobrega.
Manuel Soares de Nóbrega (Niterói, 18 février 1913 — São Paulo, 17 mars 1976) est un acteur et un humoriste brésilien, également député de l'état de São Paulo.

## Biographie
Commençant sa carrière à la radio et à la télévision, Manuel de Nóbrega se fait rapidement connaître comme humoriste. Il tient ensuite plusieurs rôles au cinéma.